# سیارک ۲۴۳۳۸۱
سیارک ۲۴۳۳۸۱ (به انگلیسی: 243381 Alessio، نامگذاری:2008YM4)۲۴۳۳۸۱مین سیارک کشف شده‌است که در ۲۲ دسامبر ۲۰۰۸ کشف شد.